# Jim Blashfield
Jim Blashfield, né le 4 septembre 1944 à  Seattle (Washington), est un cinéaste américain, connu pour avoir réalisé le vidéoclip de la chanson Leave Me Alone (1988) de Michael Jackson.

## Filmographie
- 1988 : Moonwalker (inclusion de Leave Me Alone)
- 1992 : Mona Lisa Descending a Staircase
- 1992 : Tears for Fears: Tears Roll Down - Greatest Hits '82-'92
- 2004 : The Nightowls of Coventry
- 2006 : Straight Outta Lynwood

## Clips vidéo
Outre pour Michael Jackson, réalisation de clips pour Talking Heads, Joni Mitchell, Nu Shooz, Paul Simon, Peter Gabriel (le second clip de Don't give up en 1986), Tears for Fears, Marc Cohn et « Weird Al » Yankovic.

## Divers
Il a travaillé avec Bill Frisell et l'orchestre symphonique de l'Oregon. 

## Récompenses
Pour Leave Me Alone :
- Grammy Award du meilleur clip en 1990
- MTV Video Music Awards 1989 des meilleurs effet spéciaux[1]
- Cannes Gold Lion Award des meilleurs effet spéciaux